# Kelemba
Kélemba est une localité du Cameroun située dans la région de l'Est, dans le département de Boumba et Ngoko. Kélemba fait partie de la commune de Mbimou et se trouve dans l'arrondissement de Gari-Gombo .

## Population
En 2005, Kélemba compte 484 habitants, dont 250 hommes et 234 femmes.